# 皇家维多利亚公园
皇家维多利亚公园（英語：Royal Victoria Park）是英国英格兰萨默塞特郡巴斯的一个公园。1830年由时为肯特郡主的维多利亚女王主持开幕。这是第一座以维多利亚女王之名命名的公园，公园有一座献给她的方尖碑。当时公园由私人经营，属于维多利亚时代的公共公园运动的一部分，直到1921年由巴斯市政厅接管。
皇家维多利亚公园占地面积57英亩（23公顷），绝大部分被广阔的草坪覆盖。从皇家新月可以俯瞰整个公园。公园内的设施，包括滑板、网球、保龄球场地，12洞和18洞的高尔夫球场、露天音乐会、大型儿童游乐场，以及占地3.6公顷（9英亩）的植物园。此外还举办狂欢节等季节性活动。
皇家维多利亚公园曾经荣获绿旗奖（Green Flag award），是英格兰和威尔士地区的国家标准公园及绿地奖项，并被历史英格兰（Historic England）委员会注册为一级登录历史公园和园林（英语：Register of Historic Parks and Gardens of Special Historic Interest in England）。

## 植物园

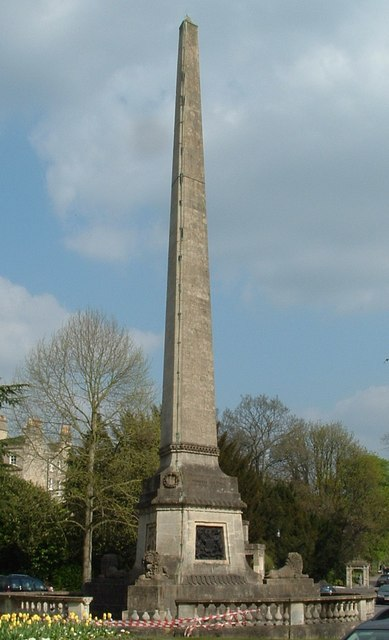
维多利亚方尖碑，立于1837年

位于公园西北部的植物园，开辟于1887年。这里是英国英國西南部石灰岩地区最好的植物园之一。植物园内的罗马神庙复制品，是在1924年，为在温布利举办的大英帝国展览会而建，1926年重建于植物园内。

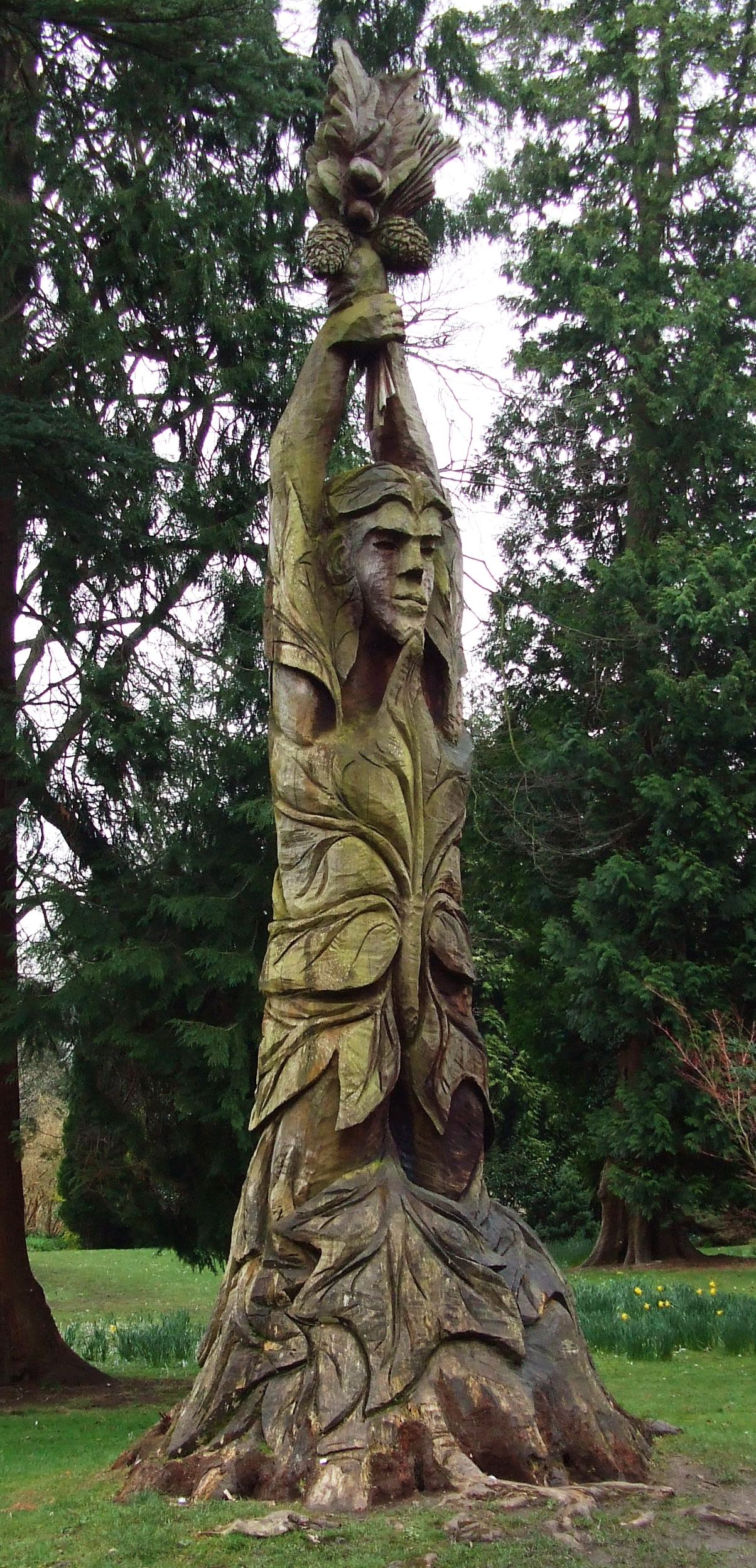
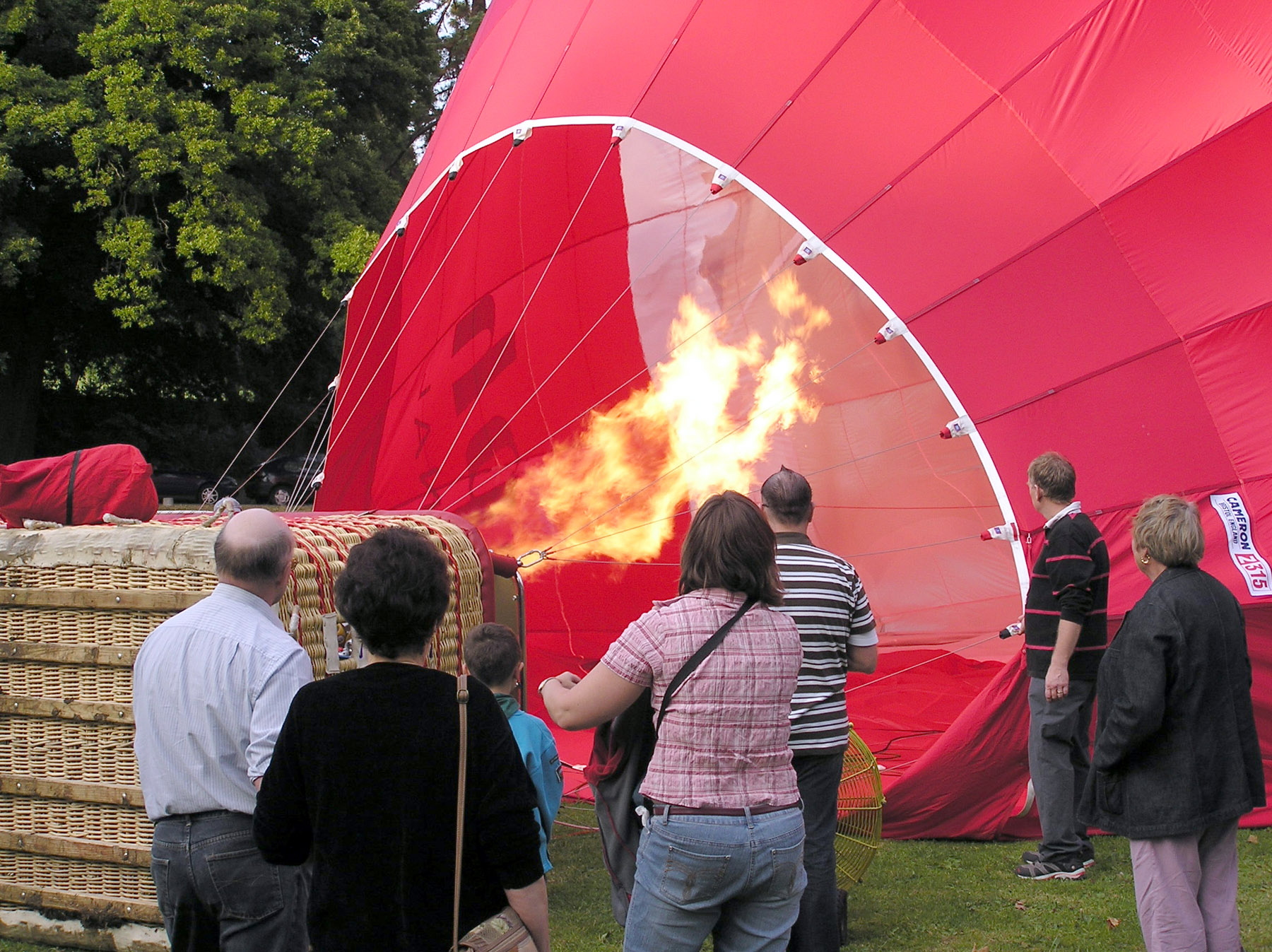
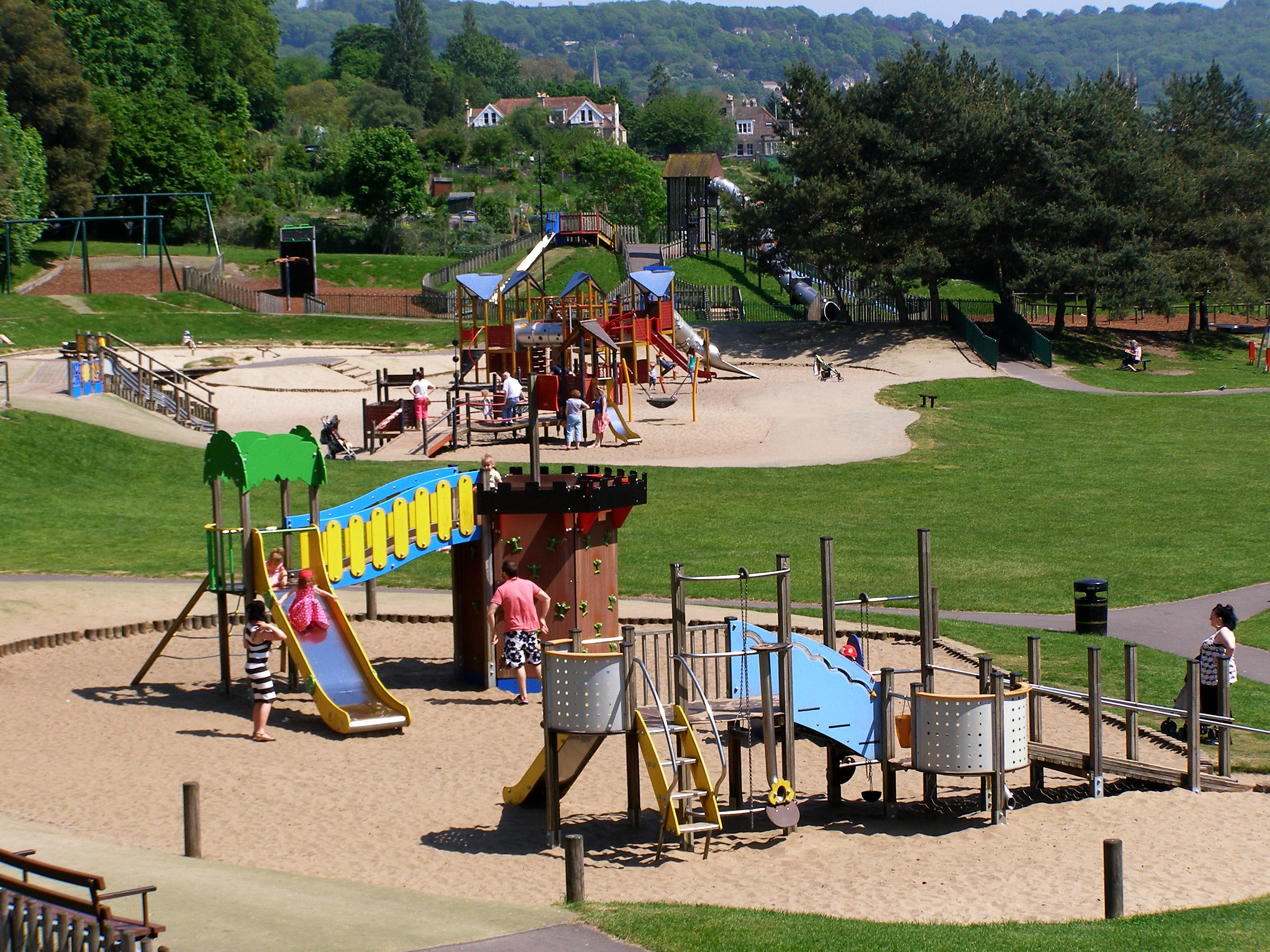
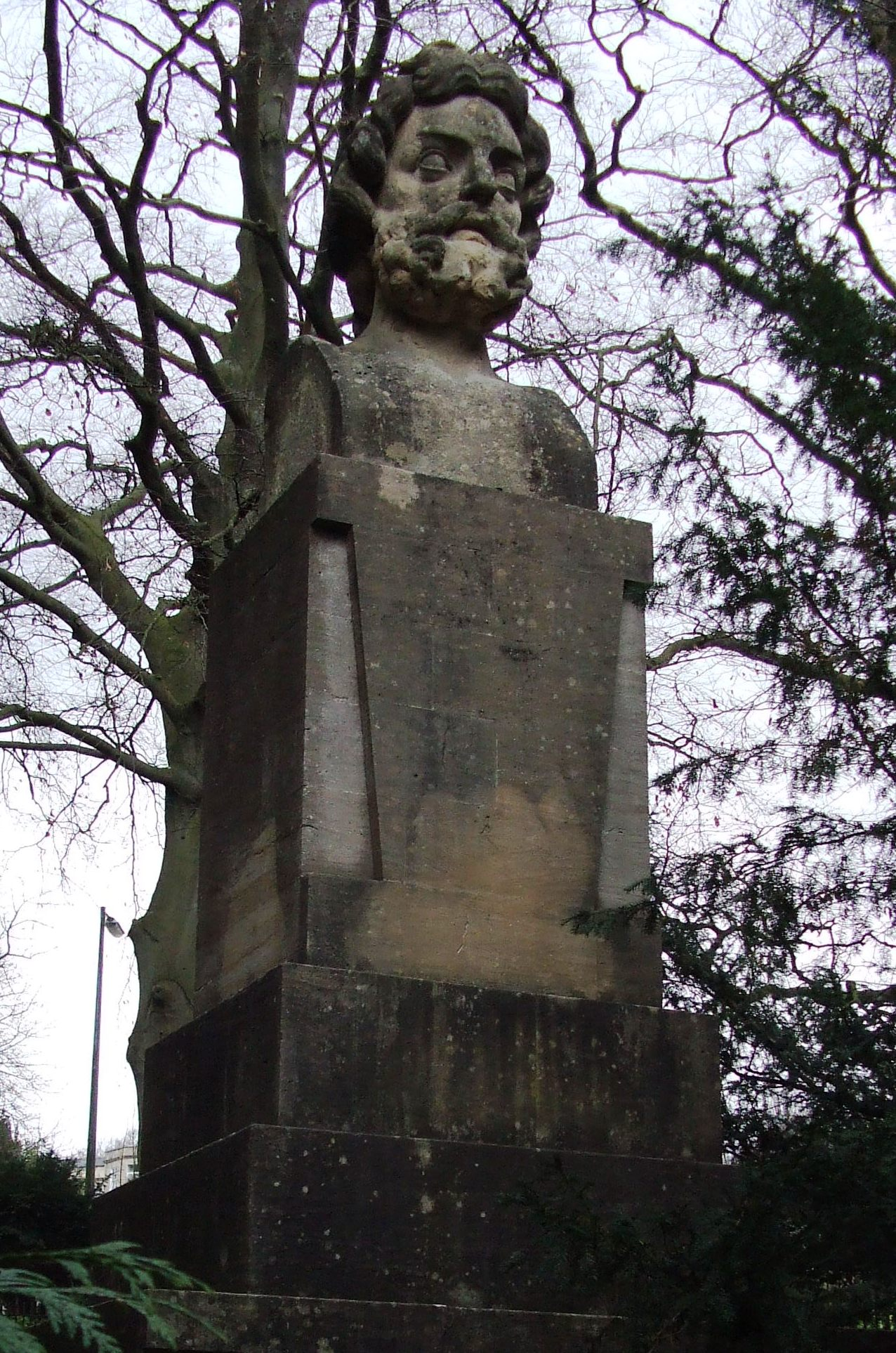
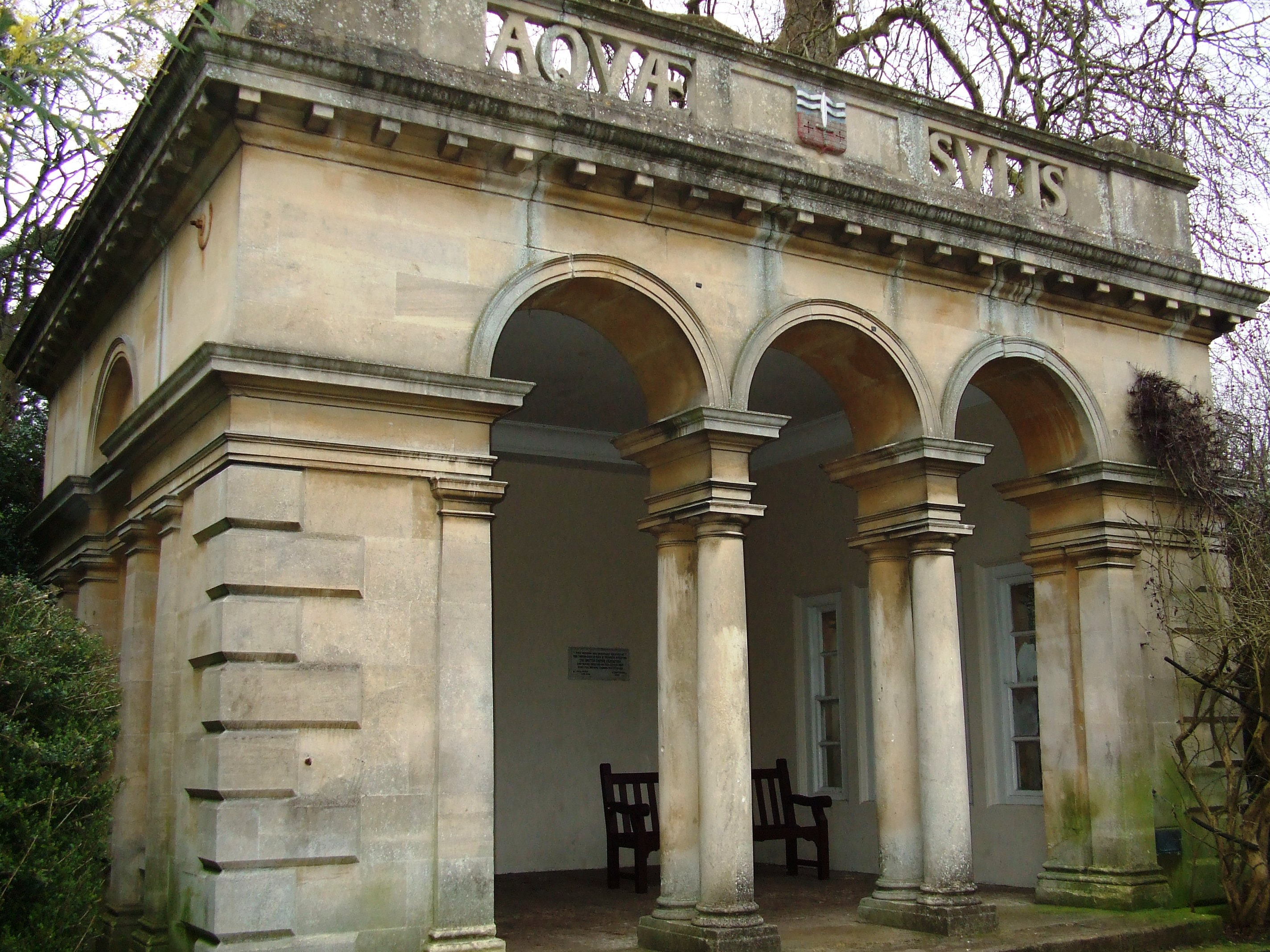
弥涅耳瓦神庙，1924年为大英帝国展览会而建，1926年重建于植物园内
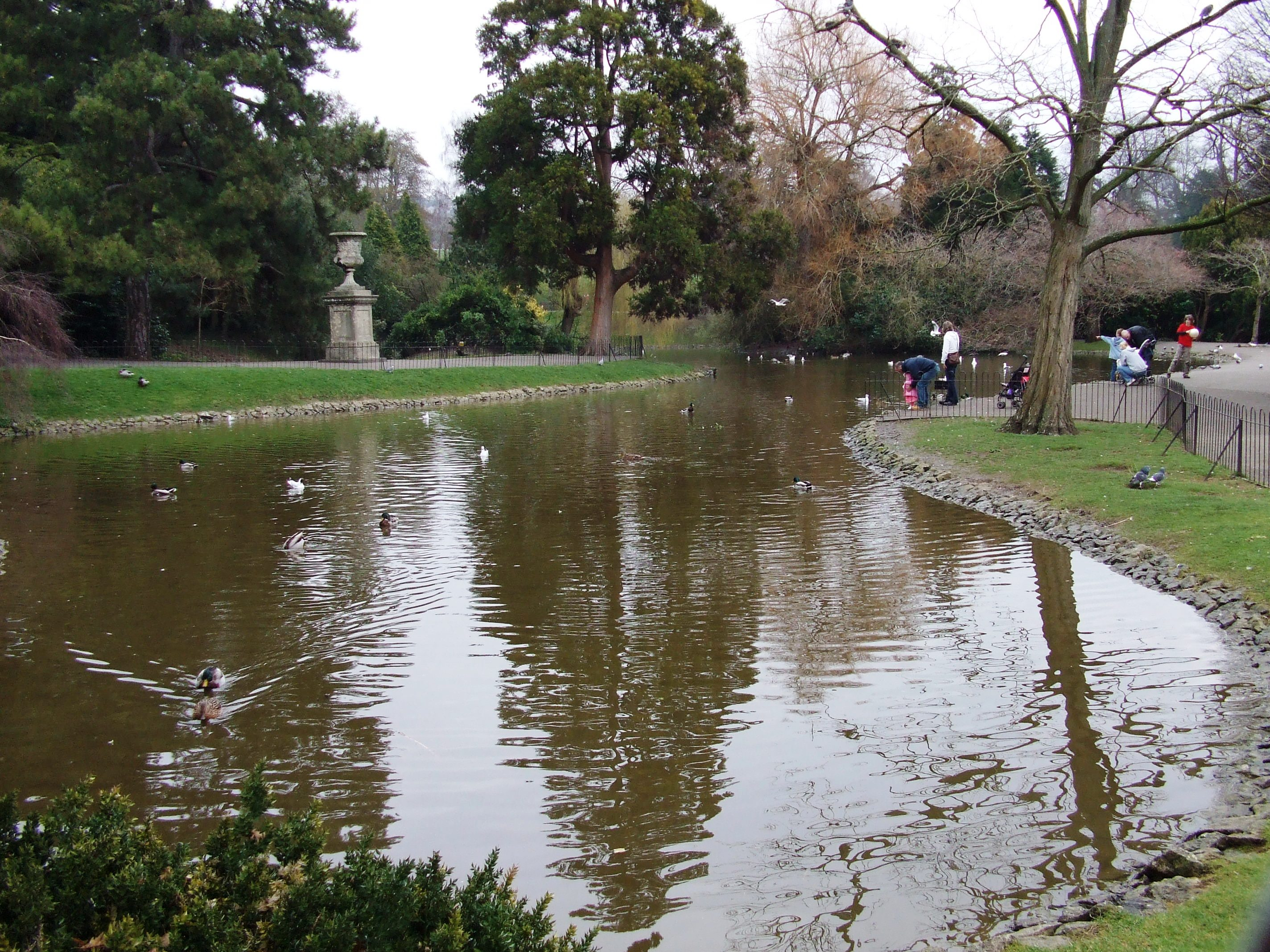
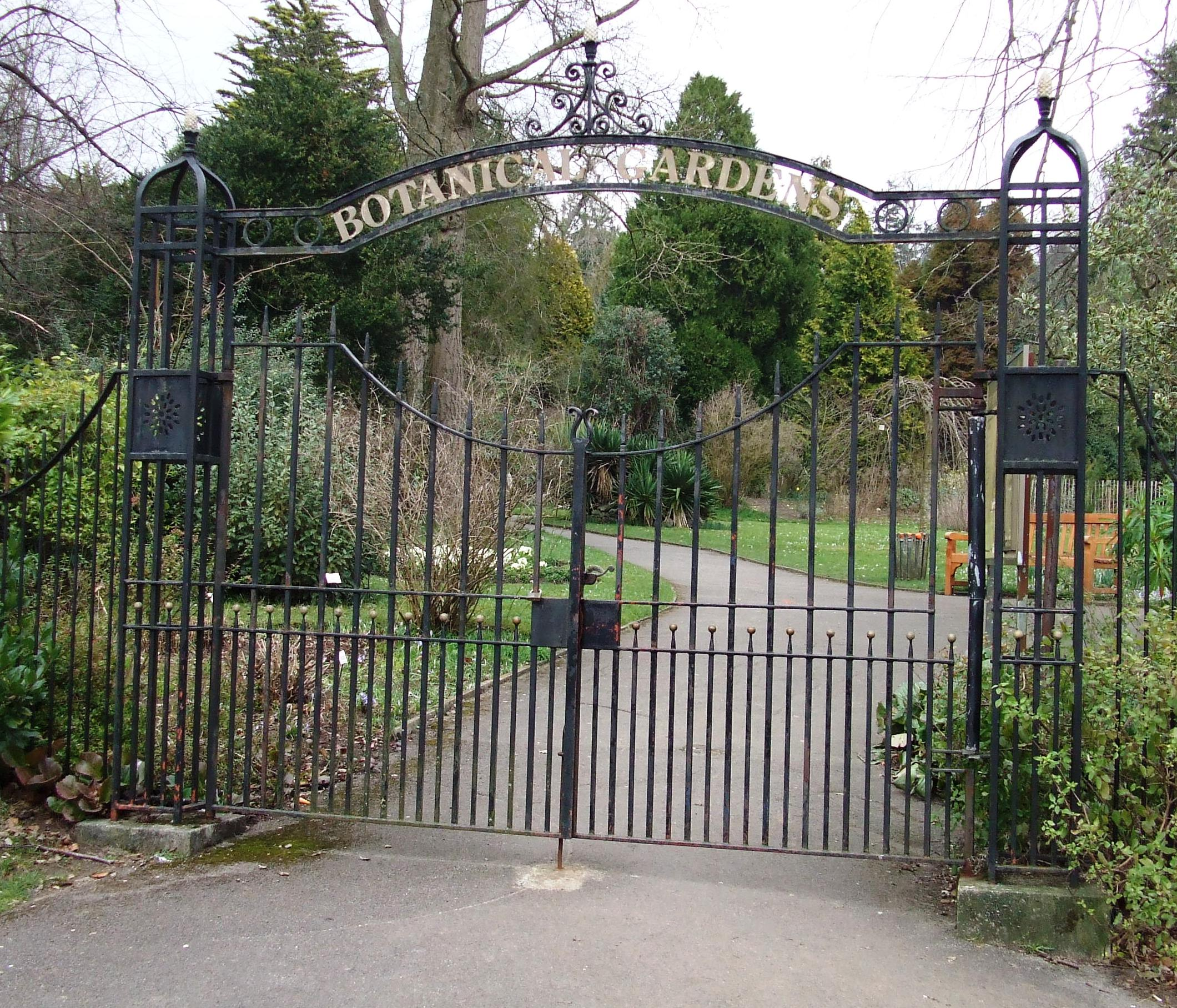
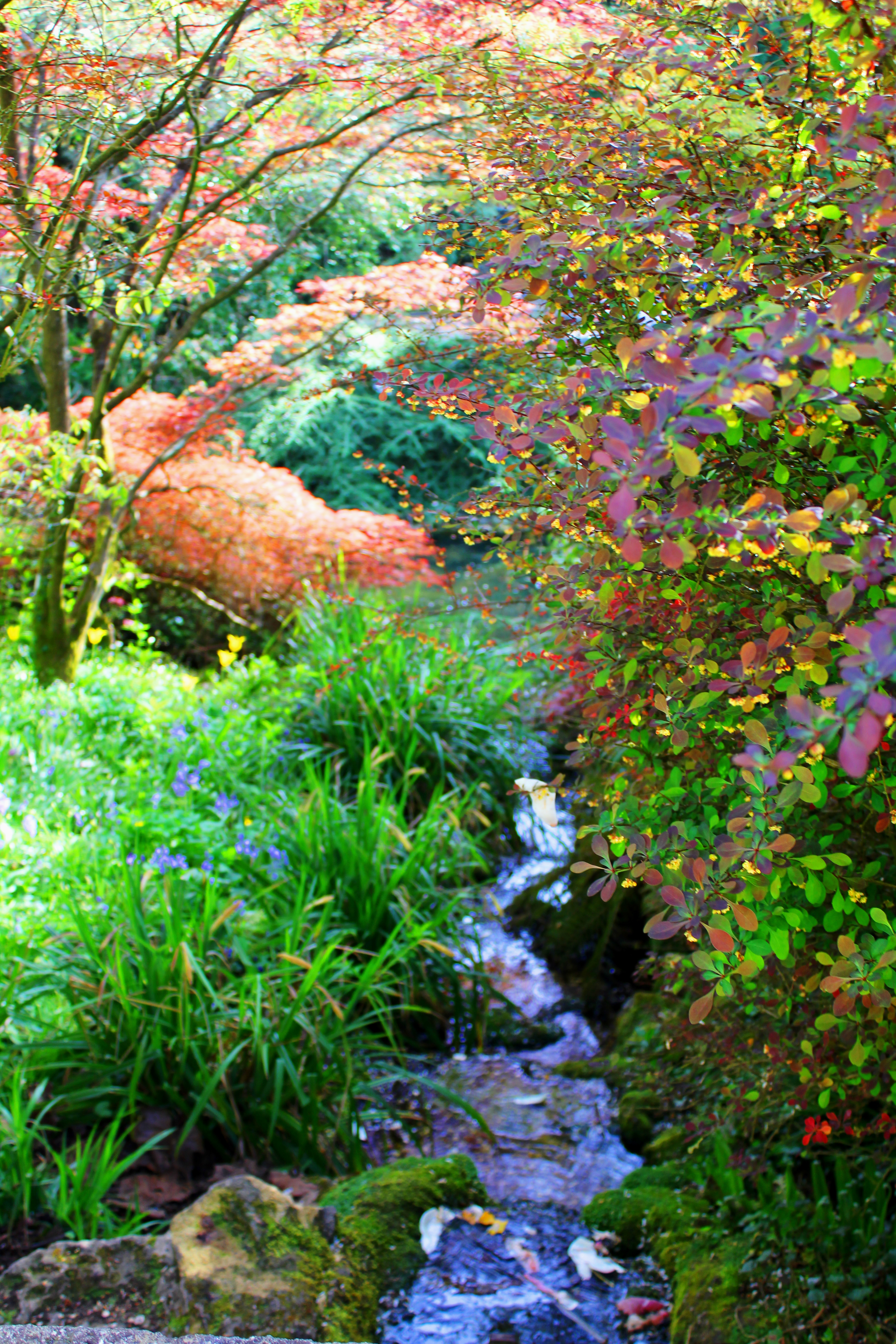
植物园
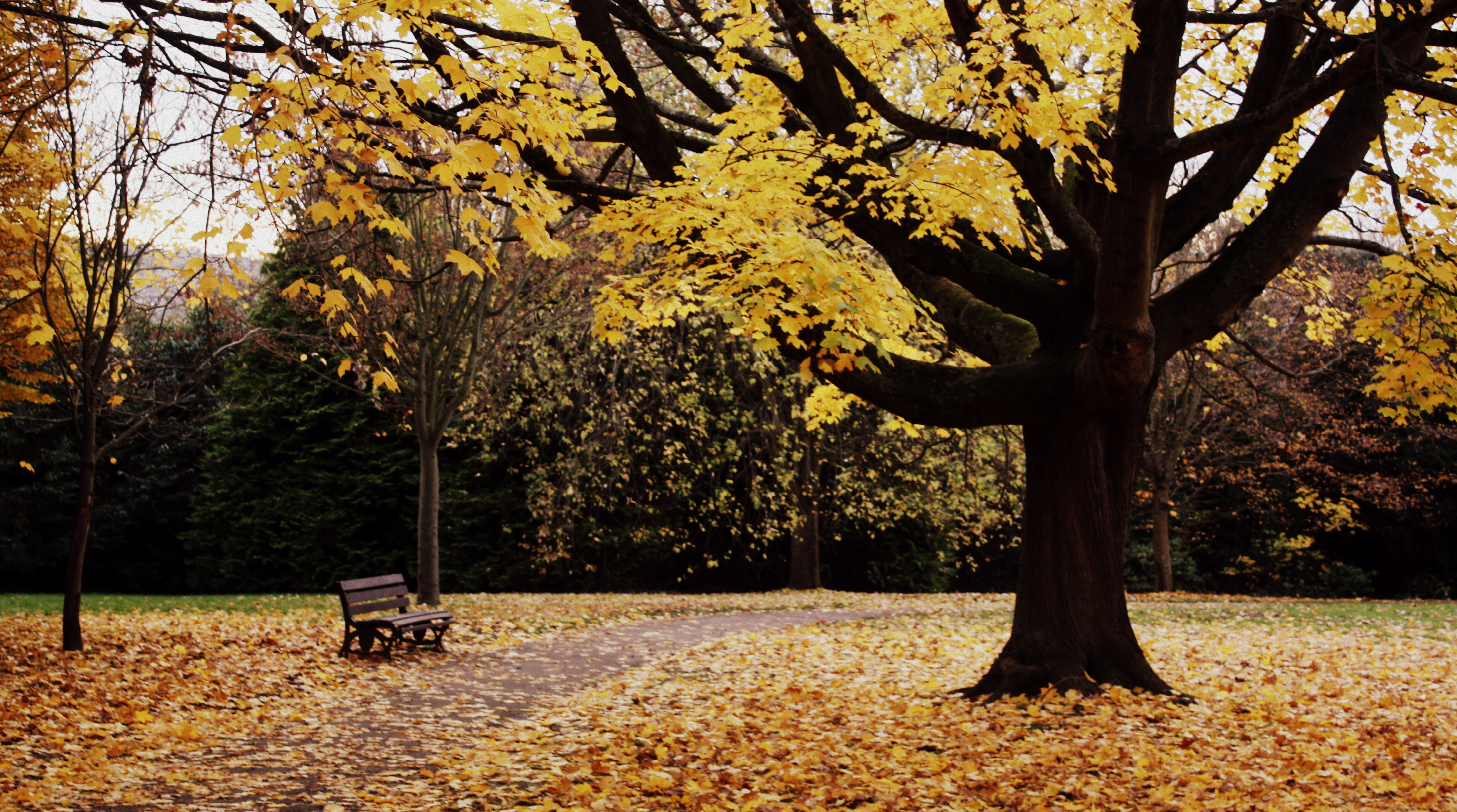
秋季
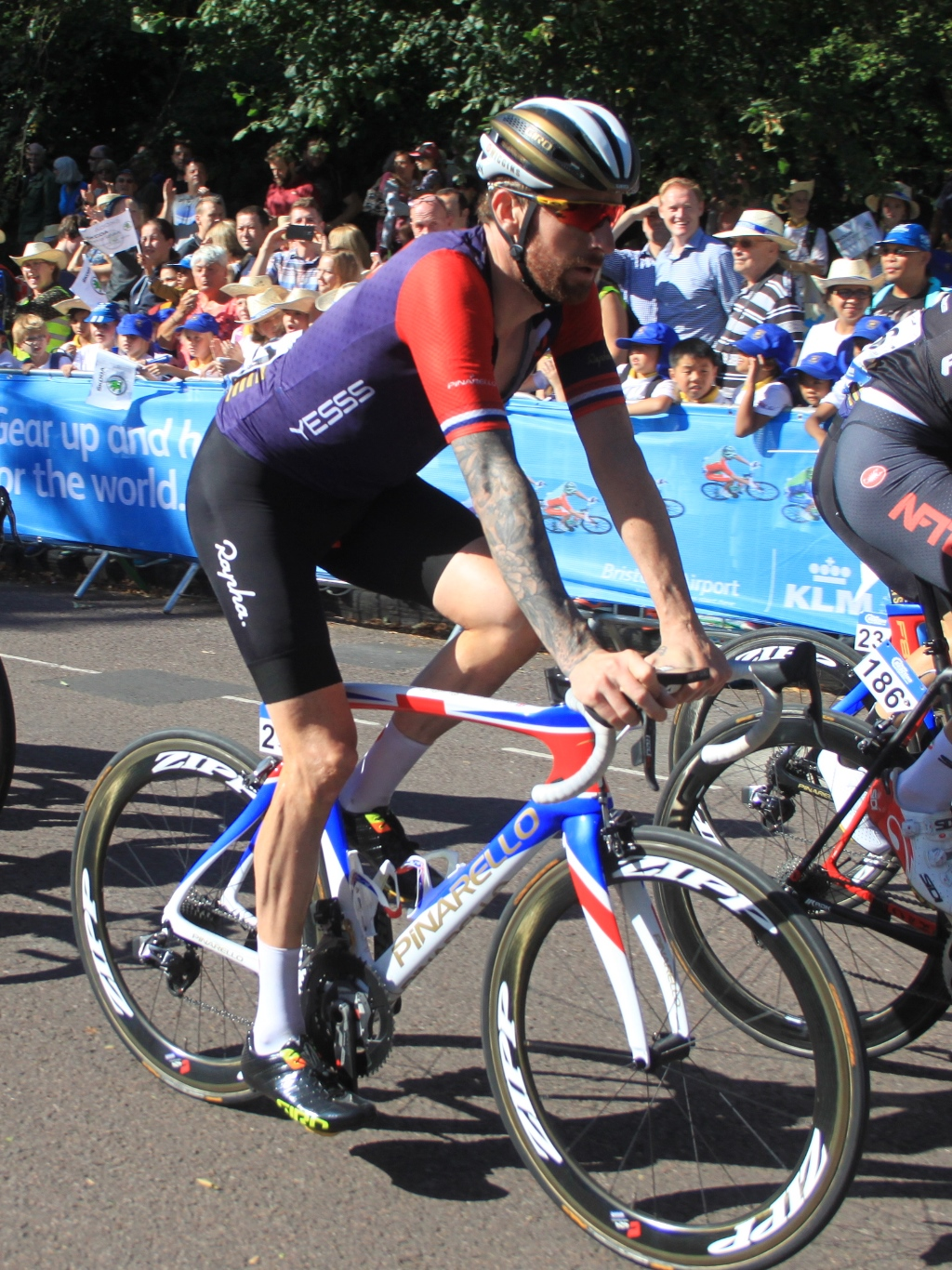